# Pterolepis
Pterolepis is een geslacht van rechtvleugeligen uit de familie sabelsprinkhanen (Tettigoniidae). De wetenschappelijke naam van dit geslacht is voor het eerst geldig gepubliceerd in 1838 door Rambur.

## Soorten
Het geslacht Pterolepis omvat de volgende soorten:
- Pterolepis adolphorum Galvagni, 1988
- Pterolepis algerica Uvarov, 1935
- Pterolepis augustini Galvagni, 2001
- Pterolepis berberica Galvagni, 1989
- Pterolepis bidens Uvarov, 1924
- Pterolepis claudiae Galvagni, 1988
- Pterolepis cordubensis Bolívar, 1900
- Pterolepis dernensis Salfi, 1926
- Pterolepis elymica Galvagni & Massa, 1980
- Pterolepis galitana Uvarov, 1942
- Pterolepis gessardi Bonnet, 1886
- Pterolepis grallata Pantel, 1886
- Pterolepis kabylica Galvagni & Fontana, 2000
- Pterolepis korsakovi Uvarov, 1942
- Pterolepis lagrecai Fontana & Massa, 2004
- Pterolepis lusitanica Bolívar, 1900
- Pterolepis maroccana Bolívar, 1905
- Pterolepis maura Bonnet, 1886
- Pterolepis moralesi Galvagni, 1988
- Pterolepis pedata Costa, 1882
- Pterolepis pieltaini Morales-Agacino, 1940
- Pterolepis spoliata Rambur, 1838
- Pterolepis theryana Uvarov, 1927